# جيمي برموديز
جيمي برموديز (بالإسبانية: Jimmy Bermúdez) (16 ديسمبر 1987 في كولومبيا - ) هو لاعب كرة قدم غينيا الاستوائية وكولومبي في مركز الدفاع. شارك مع منتخب كولومبيا تحت 20 سنة لكرة القدم ومنتخب غينيا الاستوائية لكرة القدم. أما مع النوادي، فقد لعب مع أتلانتي إف سي وأتلتيكو ناسيونال وأتليتيكو هويلا وL.D.U. Loja ‏ ونادي إنفيغادو وأتليتيكو بوكارامانغا وأليانزا بتروليرا.

## وصلات خارجية
- جيمي برموديز على موقع الاتحاد الدولي (مؤرشف)  (الإنجليزية)
- جيمي برموديز على موقع قاعدة بيانات كرة القدم.إي يو (الإنجليزية)
- جيمي برموديز على موقع ناشيونال فوتبول تيمز (الإنجليزية)
- جيمي برموديز على موقع Soccerway.com (الإنجليزية)